# Società Ginnastica Roma
La Società Ginnastica Roma è una società polisportiva di Roma. Nota per essere la prima società a praticare il gioco del calcio a Roma e per essere stata, in passato, tra le più importanti squadre italiane di pallacanestro.

## Storia

### Dalla fondazione alla fine Ottocento
La S.G. Roma è stata fondata il 5 giugno 1890 da Menotti Garibaldi, figlio di Giuseppe Garibaldi, in seguito alla prima gara di ginnastica tenutasi a Roma nel 1889. Inizialmente vennero organizzati dei corsi di ginnastica da Ettore Calori, in seguito si aggiunsero i corsi di tennis, bocce, pattinaggio, podismo, tamburello, tiro a segno, velocipedismo e passeggiate ginnastiche.
Nel 1891 viene concesso alla società, direttamente dal ministro Luigi Pelloux, uno spazio per costruire un padiglione da adibire a sede. Lì si allenano gli atleti che nel 1892 e nel 1895 partecipano ai concorsi internazionali a Genova e a Roma. Dopo l'esibizione di Roma la Federazione Ginnastica Nazionale Italiana (FGNI) invita le società affiliate a formare sezioni per il “giuoco del calcio” ed il “giuoco della palla vibrata”. Nel novembre 1895 la Ginnastica Roma, che in quel periodo è presieduta da Ernesto Nathan, comincia, dunque, le esercitazioni nella disciplina del calcio ginnastico, una versione autarchica, praticata sino al 1903, del football del Regno Unito.

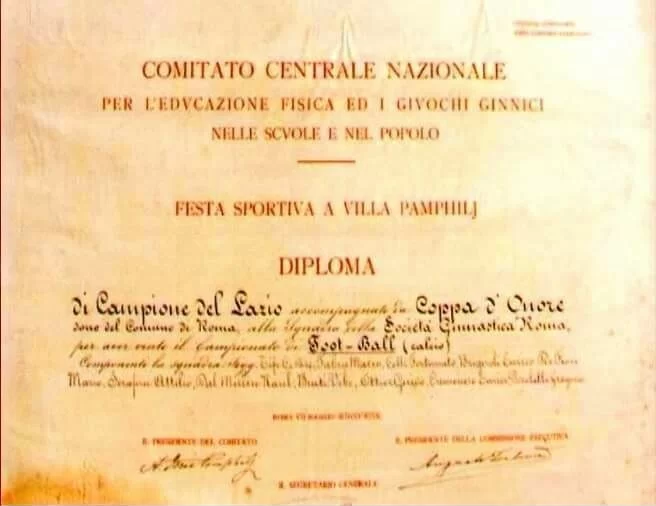
Il diploma consegnato alla Ginnastica Roma vincitrice del torneo di football nel 1899

Nel 1897 un incendio distrugge la sede, che viene ricostruita da Cesare Bazzani l'anno successivo. Nel maggio del 1899 la Ginnastica Roma, assieme ad altri due sodalizi, il Football Club Roma e lo Sporting Club Roma, dà vita ad un torneo di calcio ginnastico: il cosiddetto Campionato di Calcio del Lazio, disputato a Roma in quel di Villa Pamphili. La Società Ginnastica Roma vince il torneo con la seguente formazione: Cesare Tifi, Mario Fabris, Fortunato Celli, Enrico Brignoli, Mario de Fiori, Vibo Bruti, Attilio Serafini, Raoul Dal Mulin, Guido Ottier, Enrico Cremonese, Gregorio Pocobelli. Il successo sarà replicato l'anno seguente.

### Gli inizi del Novecento

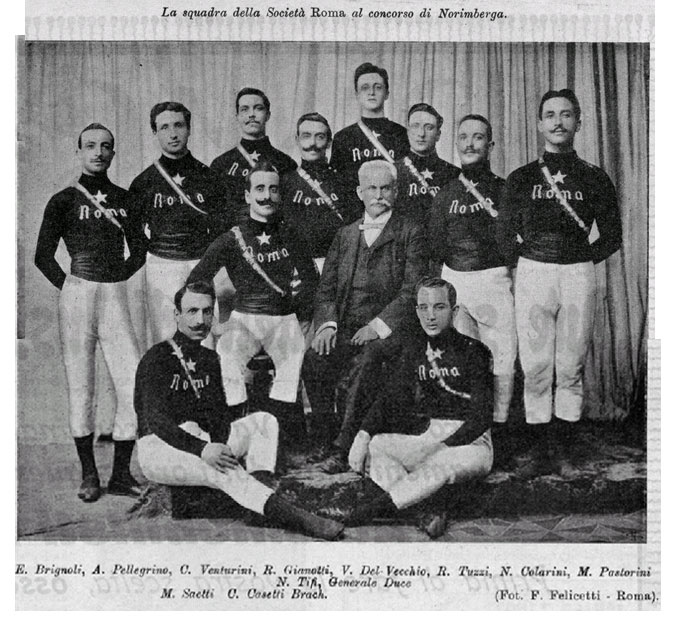
La squadra della Ginnastica Roma che rappresentò l'Italia ai "Giochi di Norimberga" nel luglio del 1903.

All'inizio del nuovo secolo la società capitolina prende parte a varie competizioni di ginnastica prima del primo conflitto mondiale (Torino 1898, Bologna 1901, Milano 1902, Venezia (1907), Torino (1911), Varese (1912), Milano (1913), Genova (1914)), tra cui spiccano i Giochi olimpici intermedi ad Atene del 1906. Alfredo Pagani, stella della squadra di atletica, viene anche convocato per le Olimpiadi di Stoccolma 1912.
In ambito calcistico, dopo il torneo del 1899, la sezione football dà vita al club capitolino Ardor (1908), scioltosi nel 1911 e rinato col nome di Pro Roma. Ricostituita la sezione calcio, nel 1915 vince il campionato di Promozione FIGC e nel 1916 contribuirà alla fondazione dell'Unione Sportiva Romana.
Con la guerra l'attività si ferma, ma alla ripresa la squadra è più forte di prima. Ha una nuova sede (un'ex discarica a Muro Torto) e, dal 1921, si dedica ad altri sport quali pallacanestro, calcio, Jūdō, sollevamento pesi, pugilato, volata.

### Dai successi della pallacanestro in poi

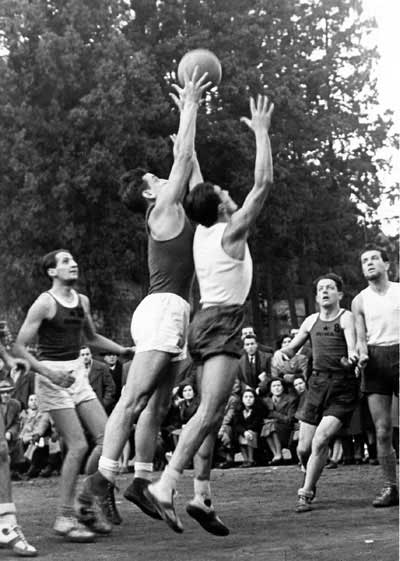
Cestisti della Ginnastica Roma.

Nel ventennio fascista, la pallacanestro inizia ad imporsi a livello nazionale. La S.G. Roma vince i campionati maschili 1928, 1931, 1933 e 1935 e organizza gli europei femminili nel 1938.
Intanto, la S.G. Roma continua ad ottenere degli ottimi risultati in Italia e all'estero (la squadra disputa dei tornei anche a Colmar, Bruxelles e Anversa) e riesce ad ottenere l'organizzazione dei campionati assoluti di ginnastica maschili e femminili nel 1931.
Dopo la seconda guerra mondiale, la squadra stenta a riprendersi e alla fine deve sospendere l'attività agonistica.
Nel 1969 la società è premiata con la Stella d'Oro al Merito Sportivo.
Nel ventunesimo secolo la S.G. Roma ha istituito l'organizzazione di un Centro Tecnico Regionale di preparazione alla ginnastica aerobica competitiva.

## Presidenti
- Menotti Garibaldi (1890 - 1895)
- Pietro Antonelli (1895)
- Ernesto Nathan (1895 - 1896)
- Fortunato Ballerini (1896 - 1898)
- Prospero Colonna (1898)
- Luigi Duce (1898 - 1906)
- Costa (1907 - 1909)
- Cimbali (1910)
- Libertini (1911 - 1913)
- Ravà (1914)
- Medici del Vascello (1915 - 1916)
- Giammarino (1917)
- Cimbali (1918)
- Zamponi (1919)
- Giammarino (1920 - 1924)
- De Calboli (1925)
- Rossi (1926)
- Lazzaroni (1927 - 1928)
- Parisi (1929 - 1931)
- Brignoli (1933)
- Sammarzano (1934 - 1935)
- Bani (1937)
- Theodoli (1939 - 1941)
- Brignoli (1942 - 1951)
- Sforza (1952)

## Sezioni

### Pallacanestro

#### Cronistoria
| Cronistoria della Ginnastica Roma di pallacanestro maschile |
| --- |
| - 1927 · 4ª nel campionato italiano maschile di pallacanestro. - 1928 · Campione d'Italia (1º titolo). - 1929 - Attività sospesa - 1930 · 2ª nel campionato italiano maschile di pallacanestro. - 1931 · 1ª nel girone A di Divisione Nazionale, vince la finale scudetto, Campione d'Italia (2º titolo). - 1932 · 2ª nel girone D di Divisione Nazionale. - 1933 · 1ª nel girone C di Divisione Nazionale, vince il girone finale, Campione d'Italia (3º titolo). - 1934 · 2ª nel girone A di Divisione Nazionale. - 1935 · 1ª nel girone A di Divisione Nazionale, 1ª nella fase finale, Campione d'Italia (4º titolo). Vince la Coppa Bruno Mussolini (1º titolo). - 1935-1936 · 1ª nel girone C di Divisione Nazionale, 3ª nella fase finale. - 1936-1937 · 3ª nel girone A di Divisione Nazionale, rinuncia all'iscrizione. - 1938-1939 · 5ª nel girone B di Serie B, rinuncia all'iscrizione. - 1939-1940 · 4ª nel Girone finale di Prima Divisione. - 1946-1947 · 1ª nel girone VIII di Serie A, 1ª nel girone D, 4ª nel girone finale. - 1947-1948 · 2ª nel girone B di Serie A, 2ª nel girone finale. - 1948-1949 · 9ª in Serie A. - 1949-1950 · 6ª in Serie A. - 1950-1951 · 2ª in Serie A. - 1951-1952 · 3ª in Serie A. - 1952-1953 · 7ª in Serie A. - 1953 · Viene inglobata dall'Associazione Sportiva Roma, diventa A.S. Roma. - 1953-1954 · 6ª in Serie A. - 1954-1955 · 7ª in Serie A. - 1955-1956 · 5ª in Elette. - 1956-1957 · 7ª in Elette. - 1957-1958 · 12ª in Elette, retrocessa in Serie A. |

#### Cestisti

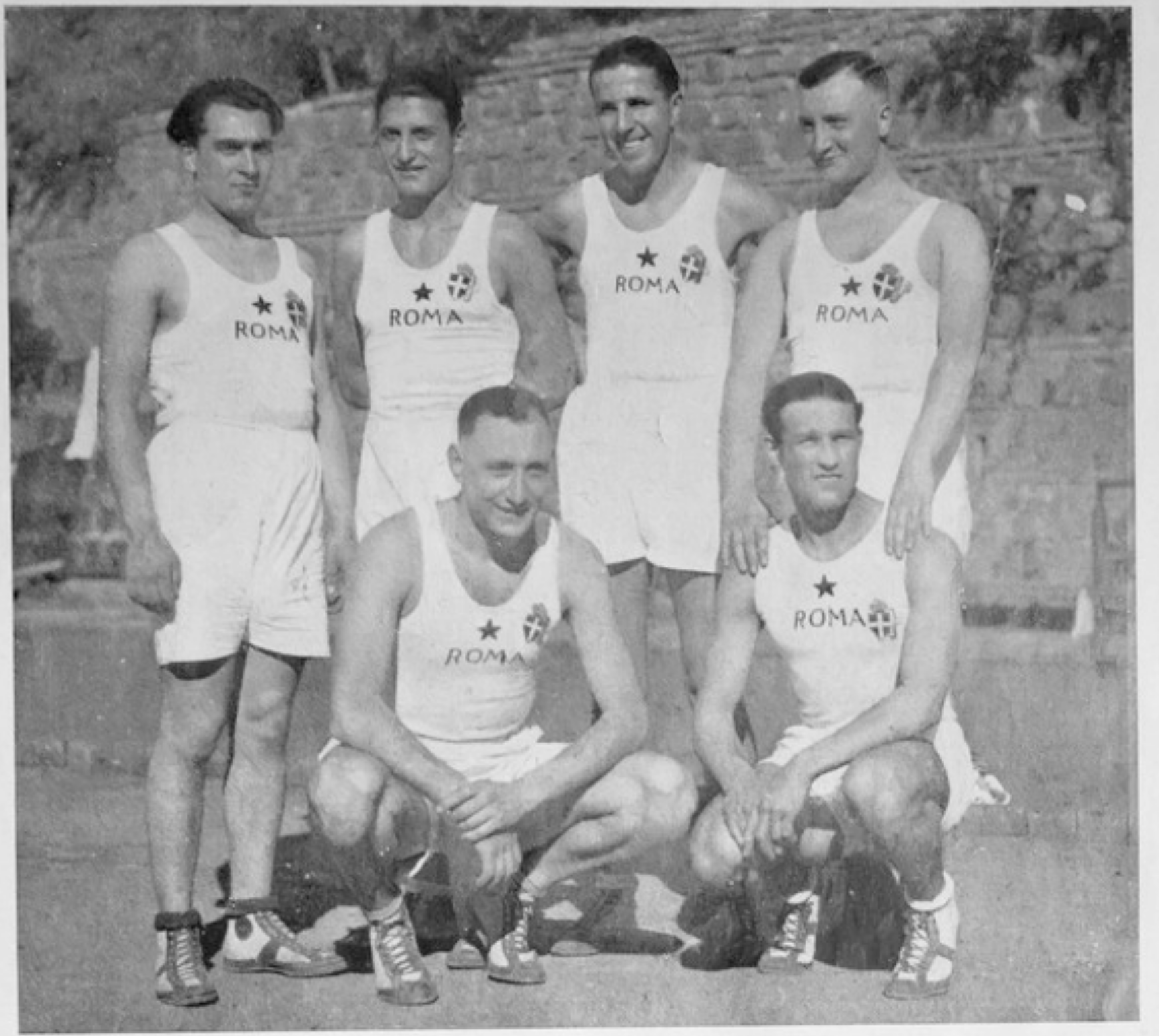
La squadra campione d'Italia nel 1933. In piedi da sinistra: Giambattista Rovelli, Adolfo Mazzini, Mino Pasquini, Mancini II. In ginocchio Mancini I, Marino Falsetti. Presenti nella foto: Guglielmo Mancini, Marcello Mancini.

- 1928: Arnaldo Andrei, Vittorio Diana, Mario Guidarelli, Adolfo Mazzini, Giambattista Rovelli, Toti, Evaristo Zambelli. Allenatore: Angelo Bovi.
- 1931: Cavenni, Marino Falsetti, Francesco Ferrero, Marcello Mancini, Adolfo Mazzini, Mino Pasquini, Giambattista Rovelli. Allenatore: Angelo Bovi.
- 1933: Alberto Cecchini, Marino Falsetti, Guglielmo Mancini, Marcello Mancini, Adolfo Mazzini, Mino Pasquini, Giambattista Rovelli. Allenatore: Angelo Bovi.
- 1935: Alberto Cecchini, Marino Falsetti, Livio Franceschini, Marcello Mancini, Adolfo Mazzini, Mino Pasquini, Remo Piana. Allenatore: Angelo Bovi.

#### Palmarès
- Campionato italiano: 4

1928, 1931, 1933, 1935.
- Coppa Bruno Mussolini: 1

1935